# Abdômen agudo
Abdôme agudo, é uma abreviação para dor abdominal aguda, e se refere a qualquer dor súbita e intensa no abdome que leva a vítima a procurar socorro médico. Se não tratado, costuma evoluir para deterioração clínica do doente. Em muitos casos é uma condição de urgência que requer diagnóstico rápido e específico. O tratamento geralmente envolve procedimentos cirúrgicos.

## Classificação
Embora a definição seja conflituosa e discutida, o abdômen agudo é uma condição muito comum atendida por cirurgiões no pronto-socorro. O diagnóstico nem sempre é fácil e os sintomas muitas vezes são inespecíficos.
Para restringir as suspeitas diagnósticas, o abdômen agudo pode ser dividas em cinco tipos:
- Inflamatório ou infeccioso: Dor leve e imprecisa que piora com o tempo e se torna mais localizada, eventualmente até com abdômen em defesa e descompressão brusca positiva. Costuma vir associada à febre e sinais de infecção. Exemplo: a apendicite aguda.
- Obstrutivo: Obstrução do intestino, associado com dor em cólica e vômitos. Exemplo: Volvo do sigmoide.
- Perfurativo: Perfuração de víscera oca que leva à extravasamento de bile e suco digestivo na cavidade abdominal. Exemplo: úlcera perfurativa.
- Vascular: Dor abdominal de forte intensidade não compatível com o exame do paciente que pode ser normal. Exemplo: trombose de artéria mesentérica.
- Hemorrágico: Sangramento espontâneo na cavidade abdominal - portanto, traumas não entram nessa classificação e devem ser estudados no capítulo apropriado. A hemorragia digestiva alta também não é um abdome agudo, a não ser que ocorra perfuração de víscera. Exemplo: Rompimento de cisto ovariano.

A divisão em síndromes ajuda no raciocínio médico e na decisão terapêutica.
Abdome agudo é às vezes usado como um sinônimo de peritonite, entretanto peritonite é um termo mais específico, se referindo apenas à inflamação do peritôneo. É diagnosticada no exame físico com a dor à remoção da aplicação de pressão sobre o abdome (dor à descompressão súbita ou sinal de Blumberg). A peritonite pode resultar de diversas doenças e ser via final de muitos abdome-agudos, mas principalmente está presente na apendicite e pancreatite.
Muitas condições podem ser confundidas com abdome agudo, o que pode se chamar de pseudo-abdome agudo ou abdome agudo clínico. Exemplo: Cetoacidose diabética, porfiria, infarto do miocárdio, gastroenterocolite aguda, infecção do trato urinário inferior e outros.

## Causas
As possíveis causas incluem:
1. Apendicite aguda.
2. Gastrite, úlcera péptica aguda e suas complicações.
3. Patologia da vesícula biliar aguda, como uma colelitíase, colangite e colecistite aguda.
4. Pancreatite aguda.
5. Isquemia intestinal aguda.
6. Diverticulite aguda.
7. Gravidez ectópica com rompimento tubário.
8. Cisto de ovário roto
9. Cólica menstrual (dismenorreia)
10. Infecção intestinal e diarreia
11. Cálculo renal

O método diagnóstico, tratamento e prevalência obviamente dependem da causa. Não é recomendado usar analgésicos antes de descobrir a causa, pois pode ocultar sintomas importantes ou levar o paciente a ir embora achando que já está tratado.